# ポップ・クロニクルズ
「ポップ・クロニクルズ (Pop Chronicles)」は、アメリカ合衆国で制作されたラジオ・ドキュメンタリー番組で、2シリーズにわたった内容は、全体として「1940年代から1960年代にかけてのポピュラー音楽を最も広く抑えた、音声記録による歴史といえるもの (may constitute the most complete audio history of 1940s-60s popular music)」となっている。ふたつのシリーズは、いずれもジョン・ギリランドによって制作された。

## 1950年代と1960年代をとりげた『ポップ・クロニクルズ』
1950年代と1960年代をとりげた『ポップ・クロニクルズ (Pop Chronicles)』は、モントレー・ポップ・フェスティバルに着想を得、当初はロサンゼルスのラジオ局KRLAで制作され、1969年2月9日に最初の放送が行われた。シリーズのナレーションは、ジョン・ギリランドに加え、サイ・ホリデイとトム・ベックが担当した。インタビューは、ディック・ラパーム、ルー・アーウィン、ハリー・シアラー、マイク・マスターソン (Mike Masterson)、リチャード・ペリーが担当した。この番組で、短く繰り返されるテーマ曲「The Chronicles of Pop」は、レン・チャンドラーが書き、自ら演奏している。エンジニア兼制作補佐は、チェスター・コールマン (Chester Coleman) であった。
KRLA 1110 は、当初、『ポップ・クロニクルズ』を毎週1時間放送していたが、後にはこれがネットワーク化されて、米軍ラジオ放送 (Armed Forces Radio)でも放送された。（英語版に掲載されている）写真によれば、ロサンゼルスのFM局KLOSも、局名を改称する前の KABC-FM だった当時に、この番組を放送していたものと思われる。
北テキサス大学の音楽図書館は、『ポップ・クロニクルズ』のオンラインでの提供を、2010年6月から始めている。

## 『1940年代のポップ・クロニクルズ』
『Pop Chronicles of the 1940s』（1940年代のポップ・クロニクルズ）は、ジョン・ギリランドが制作し、当時彼が働いていたサンフランシスコのラジオ局KSFO (AM)で1972年から放送が始まり、続編は1976年から始まった。この番組を宣伝するため、KSFOは、「番組の放送40か月を記念して、（サンフランシスコの）ユニオン・スクエアで 、ダンス・リモート (dance remote) とジターバグのコンテストを開催した」という。その模様も、ネットワークで放送され、米軍ラジオ・テレビ放送 (Armed Forces Radio and Television Service, AFRTS)でも放送された。1994年、編集し直されたバージョンが、4巻のカセット・オーディオブック『Pop Chronicles the 40's: The Lively Story of Pop Music in the 40's』として発売された。後には、タイトルを『The Big Band Chronicles』と替えて、再発売された。
ギリランドが死去した後、その姉（ないし妹）から『ポップ・クロニクルズ』のテープを寄贈された北テキサス大学には、「ジョン・ギルランド・コレクション (The John Gilliland Collection)」が設けられた。

### オンライン資料
- The Pop Chronicles audio at the University of North Texas Music Library
- The Pop Chronicles Presents The Forties originally broadcast Sunday, November 5, 1972
- “Index to Interviews at the John Gilliland Collection”.   The University of North Texas Music Library. 2009年6月3日時点のオリジナルよりアーカイブ。2015年6月6日閲覧。
- Los Angeles Radio People, B
- Los Angeles Radio People, G
- The Man on the Beat: John Gilliland and The Pop Chronicles, 2008  Association for Recorded Sound Collections conference presentation by Andrew Justice and Jonathan Thorn (audio).

### 印刷資料
- Gilliland, John (1997). “On Chronicling Pop”. In Barrett, Don. Los Angeles radio people: Volume 2, 1957-1997. Valencia, CA: Db Marketing. ISBN 978-0-9658907-0-0. OCLC 38994418 (The pages in this book are not numbered, but Gilliland's essay is located between the E and F entries.)